# Élelmiszer-hatalom
A nemzetközi politikában és kereskedelemben az élelmiszer-hatalom (angolul food power) kifejezés a mezőgazdaság, pontosabban az élelmiszertermelés és -exportálás felhasználását jelenti politikai célok érdekében. Az élelmiszer-hatalom kifejezése, amikor egy ország vagy egy régió visszatartja egy másik országba vagy régióba irányuló élelmiszerexportot, hogy arra nyomást gyakoroljon. Az élelmiszer-hatalmat hasonlóképpen lehet felhasználni, mint a kőolajat az OPEC által az 1973-as kőolajembargó idején.
Az élelmiszer-hatalom elsődleges megjelenési formái az embargók, illetve az egyes nemzeteknek nyújtott, másoktól megvont élelmiszer-támogatások. Az élelmiszer-hatalom kihasználásához, alkalmazásához szükség van a kínálat koncentrációjára, a kereslet elaprózottságára, a tényleges hiány megjelenésére és az adott ország vagy régió cselekvési szabadságára.
Egy tanulmány szerint jelenleg négy országnak van elméleti lehetősége az élelmiszer-hatalom felhasználására, mivel élelmiszer-kivitelük jelentősen meghaladja behozatalukat: az Egyesült Államok, Kanada, Ausztrália és Új-Zéland.

## Az élelmiszer-hatalom felhasználása a történelemben
Az élelmiszer-hatalom egyik elsődleges megjelenési formája az embargó, amely általában más termékekre, árucikkekre is kiterjed. Az élelmiszer-hatalom fontosságát jellemzi, hogy azok az embargók, amelyek nem terjednek ki élelmiszerekre, általában nem hatásosak. 1914-ben az első világháború kezdetén a szövetséges hatalmak kereskedelmi embargót léptettek életbe Németország ellen, de ekkor élelmiszert még lehetett szállítani. Az embargó csak akkor kezdett igazi nehézségeket okozni, amikor az élelmiszer-szállításokat is leállították, amelyek végül igen súlyos ellátási problémákhoz vezettek Németországban.
Az 1980-as évek elején az Egyesült Államok gabonakereskedelmi tilalmat léptetett életbe a Szovjetunió ellen. A Szovjetunió, bár szükségletei nagy részét korábban amerikai termelőktől szerezte be, sikeresen tudott más beszállítóktól búzát vásárolni - magasabb áron, de ki tudták elégíteni a keresletet. 1990-ben az ENSZ Biztonsági Tanácsa léptetett életbe részleges embargót Irak ellen, amely ugyan nagy nehézségeket okozott az iraki népnek, de nem járult hozzá az embargó politikai céljainak eléréséhez.
Bizonyos esetekben azonban az élelmiszer-importáló országok is felhasználhatják az élelmiszer-hatalmat: az Egyesült Államok nádcukor-behozatali tilalmat léptetett életbe Kuba ellen, ami jelentős nehézséget okozott a gazdaság domináns exporttermékétől függő országban. 2011-ben Oroszország az európai EHEC-járványra adott válaszként az összes EU-ban megtermelt zöldségféle importját megtiltotta, jelentős kárt okozva ezzel az EU-s termelőknek.

## Az élelmiszer-hatalom felhasználásának feltételei
A történelmi példák szemléltetik, hogy az élelmiszer-hatalmat csak bizonyos strukturális feltételek megléte esetén lehet hatásosan felhasználni:
1. Szűkösség: amikor egy bizony termék kereslete felülmúlja a kínálatot, a termék ára (értéke) emelkedik. Az ár gyakran tükrözi az adott termék potenciálját: amennyiben a vevő hajlandó pénzben mért magas árat fizetni, feltehetően hajlandó lesz politikai téren is engedni.[5] A termék alacsony ára és relatív bősége viszont lehetetlenné teszi felhasználását az élelmiszer-hatalom gyakorlásában.
2. A kínálat koncentrációja: az élelmiszer-hatalom felhasználásához szükséges, hogy az adott termék kínálata igen koncentrált legyen, a termelő(k) ekkor hatásosan tudják kihasználni befolyásukat.[5]
3. A kereslet elaprózódása: ez teszi lehetővé, hogy a termelő függetlenné tudja tenni magát egy vevőtől vagy vevők egy csoportjától. Amennyiben egy termék felvevőpiaca igen szűk, a termelőt nagy veszteségek érik, mivel nem tudja máshol értékesíteni a terméket, nem tudja egymás ellen kijátszani a vevőket.[5]
4. Cselekvési szabadság: az élelmiszer-hatalom felhasználásának utolsó feltétele, hogy az eladó szabadon tudjon cselekedni, ne befolyásolják más politikai, gazdasági vagy morális megfontolások. A termelőnek emellett felügyeletet kell gyakorolni a termelés és az elosztás felett, vagyis tényleges ellenőrzést kell gyakorolni az élelmiszer-politikában felhasználni kívánt termék feltt.[6]